# Tratado de Lambeth
El Tratado de Lambeth, también llamado Tratado de Kingston, se firmó en septiembre de 1217 en forma de tratado de paz entre el rey inglés Enrique III y el príncipe francés Luis VIII. Puso fin a la primera guerra de los Barones. Dado que no exista una copia del tratado, las fechas y los detalles del contenido exactos son inciertos.

## Contenido
En el tratado negociado por el príncipe Luis, se dictaba que el monarca renunciaría al trono inglés. Se disolvieron sus huestes en el territorio, entregó sus castillos y fortalezas y retiró sus tropas de Inglaterra. Luis recibió como compensación 10.000 marcos. Además, Luis debería obrar como su padre, el rey Felipe II, y reconquistar las áreas francesas del imperio angevino.